# Patrick Daughters
Patrick Daughters (nascido em 1976, em Berkeley, Califórnia) é um diretor de clipes musicais e diretor comercial americano atualmente contratado pela Gorgeous no Reino Unido e EUA.
Patrick estudou na Walt Whitman High School, em Bethesda, Maryland. Quando ainda na faculdade,ele ganhou a atenção com três curtas-metragens premiados: In Live We Soar, Any Creature - sobre uma garota que testemunha um misterioso acidente de carro, e Unloved. Unloved lhe rendeu o Grande Prêmio de $20.000 no concurso de filmes do jogo Eternal Darkness da Nintendo em 2002. 
Ele passou a dirigir clipes de música em 2003 e ao longo dos anos dirigiu clipes de artistas renomados como Kings of Leon, Muse, Snow Patrol, Feist, Interpol, Depeche Mode e, em 2016, dirigiu o clipe da cantora Adele da música Send My Love (To Your New Lover").
Seu vídeo "1234", da cantora Feist, consiste em uma sequência única contínua de filmagem, sendo nomeado para um Grammy e também ganhou o prêmio de "Melhor Vídeo Internacional" no British CADs. O vídeo foi destaque em "Stacks", um comercial de 2007 para o lançamento da terceira geração do iPod nano.
Ele também dirigiu comerciais para o ONDCP, PETA, Microsoft Zune, Ford, Clarks, Motorola ROKR E8 e Wrigley. Ele costuma colaborar com freqüência com o diretor de fotografia Shawn Kim e o editor Anthony Cerniello.

## Videografia
- Yeah Yeah Yeahs - "Date with the Night" (Abril 2003)
- Yeah Yeah Yeahs - "Maps" (Setembro 2003)
- The Secret Machines - "Nowhere Again" (Julho 2004)
- Kings of Leon - "The Bucket" (Setembro 2004)
- Kings of Leon - "Four Kicks" (Dezembro 2004)
- Death Cab for Cutie - "Title and Registration" (Janeiro 2005)
- The Futureheads - "Hounds of Love" (Fevereiro 2005)
- Kings of Leon - "King of the Rodeo" (Março2005)
- Muse - "Stockholm Syndrome" (2005)
- KT Tunstall - "Suddenly I See" (Agosto 2005)
- Feist - "Mushaboom" (Setembro 2005)
- Yeah Yeah Yeahs - "Gold Lion" (Fevereiro 2006)
- The Secret Machines - "Lightning Blue Eyes" (Fevereiro 2006)
- Snow Patrol - "Hands Open" (Abril 2006)
- Yeah Yeah Yeahs - "Turn Into" (Maio 2006)
- The Blood Brothers - "Laser Life" (Outubro 2006)
- Beck - "Nausea" (Outubro 2006)
- Albert Hammond, Jr. - "101" (Novembro 2006)
- The Shins - "Phantom Limb" (Dezembro 2006)
- Bright Eyes - "Four Winds" (Janeiro 2007)
- Feist - "My Moon My Man"  (Março 2007)
- Feist - "1234"  (Março 2007)
- Bright Eyes - "Hot Knives" (Junho 2007)
- Mika - "Big Girl (You Are Beautiful)" (Junho 2007)
- Liars - "Plaster Casts of Everything" (Julho 2007)
- Interpol - "No I in Threesome" (Agosto 2007)
- Har Mar Superstar - "D.U.I." (Novembro 2007)
- Feist - "I Feel It All"  (Janeiro 2008)
- Department of Eagles - "No One Does It Like You" (2008)
- Depeche Mode - "Wrong" (Abril 2009)
- Grizzly Bear - "Two Weeks" (Maio 2009)
- No Age - "Fever Dreaming" (Janeiro 2011)
- Depeche Mode - "Personal Jesus (Stargate Remix)" (Abril 2011)
- Phoenix - "Entertainment" (Março 2013)
- Yeah Yeah Yeahs - "Despair" (Junho 2013)[2] (ajuda)
- Adele - "Send My Love (To Your New Lover)"  (Maio de 2016)[3]<ref>http://www.billboardmusicawards.com/2016/05/new-adele-music-video-to-make-worldwide-debut-at-bbmas/ Em falta ou vazio |título= (ajuda)Em falta ou vazio |título= (ajuda